# Gold Basin
Gold Basin — метеорит-хондрит масою 61000 грам.